# 马约门站
马约门站（法語：Porte Maillot）是法国巴黎地铁1号线的一个车站，位于巴黎十六区，于1936年11月15日启用。此站原於1900年通車，為當時1號線終點站。1936年時適逢1號線西延而進行重建，並沿用至今。此站與大區快鐵C線Neuilly - Porte Maillot站相連。站名来自過去位于布洛涅森林附近的马约门。

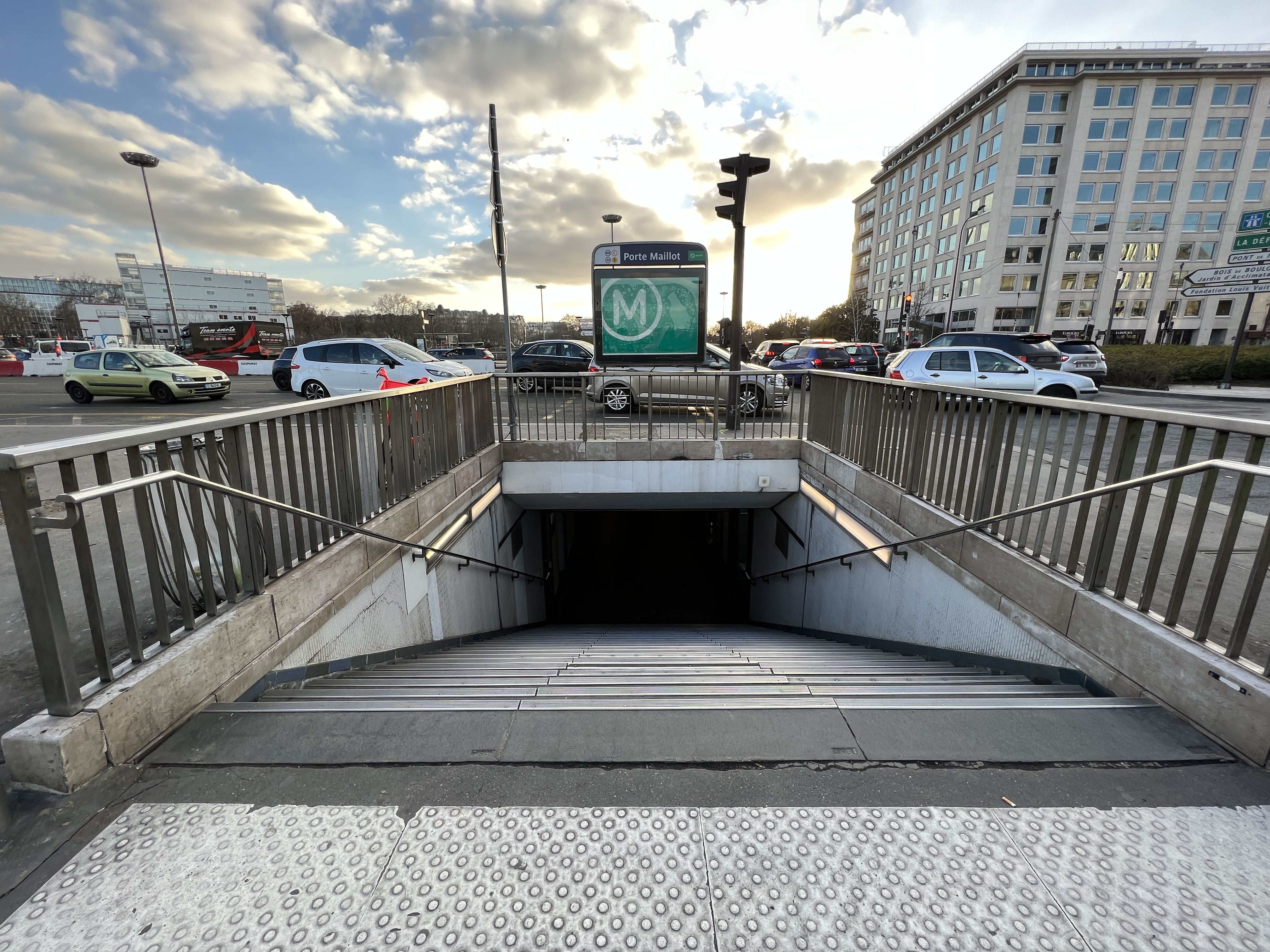
另一處入口 (2022年1月)

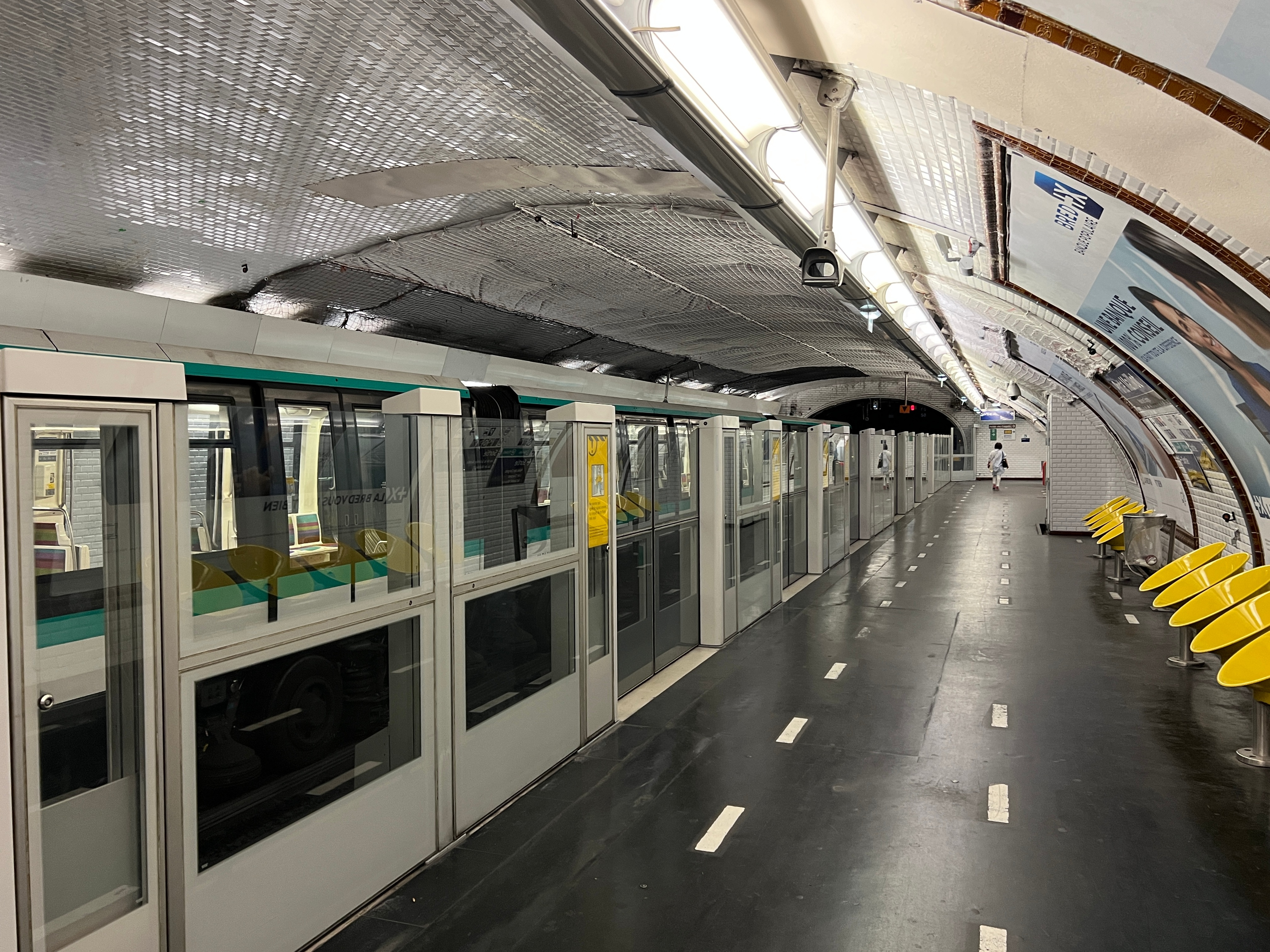
月台 (2022年7月)

## 車站結構
| 街道    |                                  |                                  |
| B1      | 月台連結夾層                     |                                  |
| B2 月台 | 設有月台幕門的側式月台，右側開門 | 設有月台幕門的側式月台，右側開門 |
| B2 月台 | 西行                             | 往拉德芳斯（薩布隆）             |
| B2 月台 | 東行                             | 往文森城堡（阿根廷）             |
| B2 月台 | 設有月台幕門的側式月台，右側開門 |                                  |